# یاکوب سایوری
یاکوب سایوری (انگلیسی: Yakob Sayuri؛ زادهٔ ۲۲ سپتامبر ۱۹۹۷) بازیکن فوتبال است.
از باشگاه‌هایی که در آن بازی کرده‌است می‌توان به باشگاه فوتبال باریتو پوترا اشاره کرد.
وی همچنین در تیم‌های ملی فوتبال زیر ۲۳ سال اندونزی و اندونزی بازی کرده‌است.